# Frankfort CG-1
Frankfort CG-1 là một dự án tàu lượn vận tải của Hoa Kỳ trong chiến tranh thế giới II, nhưng chương trình đã bị hủy bỏ.

## Biến thể
XCG-1
XCG-2